# Megalonema xanthum
Megalonema xanthum är en fiskart som beskrevs av Eigenmann 1912. Megalonema xanthum ingår i släktet Megalonema och familjen Pimelodidae. Inga underarter finns listade i Catalogue of Life.